# Francisco Pacheco

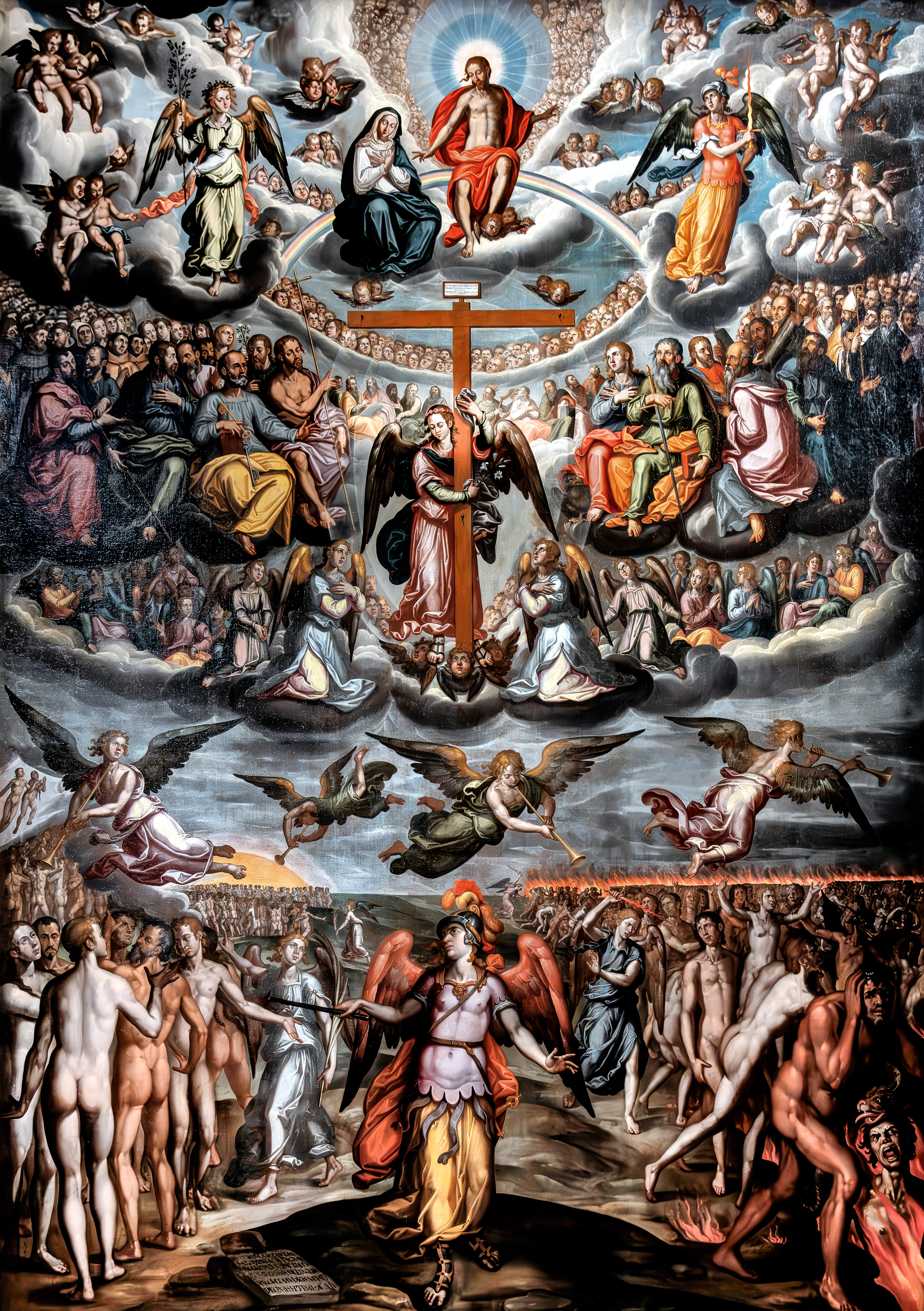
Francisco Pacheco, Sąd Ostateczny (1611–14), Muzeum Goi w Castres

Francisco Pacheco del Río (ur. 1564 w Sanlúcar de Barrameda, zm. 1644 w Sewilli) – hiszpański malarz, rysownik, poeta i teoretyk sztuki okresu baroku, nauczyciel Diego Velazqueza, Alonsa Cano i Francisca de Zurbarana. Tworzył głównie w Sewilli.

## Życie
Urodził się w Sanlúcar de Barrameda w południowo-zachodniej Hiszpanii. Pobierał nauki u miejscowego malarza Luisa Fernándeza. W 1611, podczas pobytu w Madrycie, studiował malarstwo El Greca, po czym wrócił do Sewilli i otworzył szkołę malarstwa.

## Twórczość
Malował portrety i obrazy o tematyce religijnej. Był konserwatywny w sposobie przedstawiania tematów. W 1618 został mianowany przez Trybunał Inkwizycyjny cenzorem powstających w Sewilli obrazów. Owocem tej pracy był traktat Arte de la pintura (Sztuka malarstwa) wydany po śmierci malarza w 1649, będący swoistym podręcznikiem opiewającym malarstwo jako najdoskonalszą ze sztuk. W dziele tym, które pisał ponad 30 lat, chwalił osiągnięcia sztuki starożytnej oraz wielkich artystów renesansu, takich jak Michał Anioł czy Leonardo da Vinci. Traktat zawierał aneks z gotowymi formułami chrześcijańskiej ikonografii, wykorzystywanymi przez późniejszych malarzy.
Jego córka Juana wyszła za mąż za Velázqueza.

## Wybrane dzieła
- Mistyczne zaślubiny św. Agnieszki (1628) – Sewilla, Museo de Bellas Artes
- Niepokalane Poczęcie – Sewilla, Palazzo Arzobispal
- Niepokalane Poczęcie (1621) – Sewilla, Katedra
- Sąd Ostateczny (1611–1614) – Muzeum Goi w Castres
- Św. Agnieszka (1608) – Madryt, Prado
- Św. Jan Ewangelista – Madryt, Prado